# Retinal
Retinal – organiczny związek chemiczny z grupy aldehydów; wchodzi w skład purpury wzrokowej rodopsyny. Występuje w dwóch formach izomerycznych cis i trans. Dzięki właściwościom układu sprzężonych wiązań podwójnych cząsteczka retinalu absorbuje światło, co powoduje zmianę izomerycznej formy cis w postać trans i dysocjację rodopsyny do retinalu oraz białka opsyny. Dzięki temu mechanizmowi możliwe jest wydzielanie neurotrasmiterów i przekazywanie bodźców wzrokowych do ośrodka wzrokowego w mózgu.
Kiedy światło pada na siatkówkę oka, foton zostaje absorbowany przez cząsteczkę 11-cis-retinalu, powodując jej przekształcenie w czasie pikosekund w trans-retinal. Spowodowana fotoizomeryzacją zmiana w kształcie retinalu skutkuje odpowiadającą zmianą konformacji białka rodopsyny, z którym jest ona ściśle powiązana. W dalszej kolejności konformacja tego białka powoduje, że może ono teraz współdziałać z innym białkiem zwanym transducyną. Przed reakcją z rodopsyną transducyna jest związana z GDP, ale kiedy wiąże się z rodopsyną, GDP opuszcza ją od transducyny i GTP przyłącza się do transducyny.

Fotoizomeryzacja formy 11-cis-retinalu (A) pod wpływem kwantu światła widzialnego (fotonu) w trans-retinal (B)